# تاكيو وادا
تاكيو وادا (باليابانية: 和田健雄) هو رياضياتي ياباني، ولد في 1882، وتوفي في 1944.